# Asena Tuğal
Asena Tuğal (* 28. August 1984 in Istanbul) ist eine türkische Schauspielerin.

## Leben und Karriere
Tuğal wurde am 28. August 1984 in Istanbul geboren. Sie studierte an der Boğaziçi Üniversitesi. 2006 nahm Tuğal am Wettbewerb Miss Turkey teil und wurde dritte. Ihr Debüt gab sie 2008 in der Fernsehserie Akasya Durağı. Anschließend trat sie 2009 in Ömre Bedel auf. Ihre erste Hauptrolle bekam Tuğal 2010 in der Serie Öğretmen Kemal. 2022 spielte sie in Erkek Severse mit.

## Filmografie
Filme
- 2013: Mahmut ile Meryem

Serien
- 2008: Akasya Durağı
- 2009: Ömre Bedel
- 2010: Öğretmen Kemal
- 2013: Aldırma Gönül
- 2013: Tozlu Yollar
- 2015–2016: Filinta
- 2016: Kertenkele: Yeniden Doğuş
- 2017: Eşkıya Dünyaya Hükümdar Olmaz
- 2017: Lise Devriyesi
- 2019–2020: Afili Aşk
- 2021: Masumiyet
- 2022: Erkek Severse